# Marco Vérrio Flaco
Marco Vérrio Flaco (em latim: Marcus Verrius Flaccus; ca. 55 a.C. — 20) foi um gramático e professor romano, que floresceu no tempo dos imperadores romanos Augusto e Tibério.

## Vida
Foi um escravo liberto, e sua carta de alforria foi identificada com Vérrio Flaco, uma autoridade em lei pontificial; mas por razões cronológicas o nome de Verânio Flaco, um escritor especializado em áugures, foi sugerido (Teuffel-Schwabe, em sua obra "História da Literatura Romana" 199, 4). Ele ganhou tal reputação por causa de seus métodos de ensino uma vez que teria sido contratado pela corte como tutor de Caio César e Lúcio César, netos do Imperador Augusto. Para lá ele se mudou com toda sua escola, e seu salário foi aumentado de forma substancial com a condição de que ele não aceitasse mais novos alunos. Morreu numa idade avançada durante o reino do imperador Tibério (Obras menores de Suetônio, De Grammaticis, 17), e uma estátua em sua homenagem foi erigida na cidade de Preneste, em um nicho de mármore com inscrições sobre seus Fastos, as listas onde são relatadas os dias com permissão para atividades públicas (dies fasti), sob orientação do pontífice máximo.

## Obras
Flaco foi também renomado filólogo e antiquário investigativo. Para sua obra mais importante (De Verborum Significatu, "Sobre o Significado das Palavras"), consulte Sexto Pompeu Festo. Do calendário de festivais romanos (Fastos Prenestinos) gravado em mármore e exposto no fórum de Preneste, alguns fragmentos foram descobertos (1771) e a alguma distância da própria cidade em um edifício cristão de uma data posterior, e alguns Fastos Consulares do próprio fórum (1778). Subsequentemente a coleção foi aumentada com a descoberta de dois novos fragmentos.
Outros trabalhos perdidos de Flaco incluem:
- De Orthographia: De Obscuris Catonis, esclarecimento sobre as obscuridades encontradas nos escritos de Catão, O Velho
- Saturnus, que trata de assuntos ritualísticos romanos
- Rerum memoria dignarum libri, uma obra enciclopédica que foi muito utilizada por Plínio, O Velho
- Res Etruscae, provavelmente sobre os Áugures.